# Crematogaster brasiliensis
Crematogaster brasiliensis är en myrart som beskrevs av Mayr 1878. Crematogaster brasiliensis ingår i släktet Crematogaster och familjen myror.

## Underarter
Arten delas in i följande underarter:
- C. b. arawak
- C. b. brasiliensis
- C. b. cocciphila
- C. b. ludio